# Riachuelo FC (Rio de Janeiro)
Riachuelo FC was een Braziliaanse voetbalclub uit Riachuelo, een wijk uit de stad Rio de Janeiro.

## Geschiedenis
De club werd in 1905 opgericht. In 1906 ging het Campeonato Carioca van start, de nieuwe stadscompetitie voor Rio de Janeiro en nog maar de derde competitie in heel Brazilië. Riachuelo mocht niet in de hoogste klasse aantreden maar speelde in de tweede klasse, waar ze samen met America eerste werden. In de finale om de titel versloeg Riachuelo America met 5-1. Hierna moest de club nog een play-off spelen tegen de laatste uit de eerste klasse, Football and Athletic en verloor deze wedstrijd met 5-2.
In 1908 speelde de club voor het eerst in de hoogste klasse. Na drie speeldagen had de club verloren van America met 6-0, van Botafogo 5-0 en van Fluminense met 11-0, bij deze laatste wedstrijd protesteerde de club tegen een strafschop en verliet hierna de competitie. De overige zeven competitiewedstrijden werden als verlies aangerekend. Het volgende seizoen keerde de club wel terug en werd nu vierde op zes clubs. Ook in 1910 werd de vierde plaats bereikt.
De club werd ontbonden op 21 januari 1911 omdat vele spelers de club verlieten om voor São Cristóvão AC te gaan spelen. Een aantal spelers ging na de ontbinding ook voor America spelen.